# 앙리할아버지와 나
《앙리할아버지와 나》는 프랑스 극작가 이방 칼베락 (Ivan Calbérac)이 2012년 발표한 희곡이다. 2017년 대학로에서 처음 소개되었고, 2019년 재연 무대를 이어가고 있다. 《앙리할아버지와 나》는 까칠한 성격의 할아버지 앙리 집에 방을 구하려온 온 시골 출신 대학생 콘스탄스의 갈등과 소통, 우정을 그린 드라마이다.

## 줄거리
파리의 한 아파트에 혼자 살고 있는 까칠한 앙리 할아버지의 집에 시골에서 올라온 대학생 콘스탄스가 살게 된다. 앙리 할아버지의 건강을 염려한 아들 폴이 방을 세 놓은 것. 앙리 할아버지는 아들 폴도, 며느리 발레리도, 새로 들어온 입주민 콘스탄스도 다 마음에 들지 않는다. 하지만, 잔소리꾼 할아버지와 한 아파트에 살게 되면서 콘스탄스는 자신의 꿈을 키우게 되고, 아들과 며느리는 새로운 삶을 그리게 된다.

## 등장인물
- 앙리할아버지
- 콘스탄스
- 폴
- 발레리

## 공연정보
- 2018년 대학로에서 초연되었고, 2019년 3월 재연된다.

| 연도 | 앙리        | 콘스탄스      | 폴            | 발레리        |
| ---- | ----------- | ------------- | ------------- | ------------- |
| 2017 | 이순재 신구 | 박소담 김슬기 | 이도엽 조달환 | 김은희 강지원 |
| 2019 | 이순재 신구 | 유리 채수빈   | 김대령 조달환 | 김은희 유지수 |

- ‘앙리할아버지와 나’는 프랑스 극작가 이방 칼베락의 작품으로 2015년 바리에르 재단 희곡상을 수상한 뒤 같은 해 영화로 제작되며 큰 화제를 모았다.[2]

- 이방 칼베락의 원작을 영화로 만든 작품은  《미스터 앙리와의 조금(?!) 특별한 동거》라는 제목으로 한국에서 개봉되었고, 왓차플레이에서 서비스 중이다.